# Аскаридія
Аскаридія (Ascaridia) — рід паразитичних нематод. Члени роду є переважно кишковими паразитами птахів. Добре відомі три види, а саме A. galli, що зустрічається переважно у курей, A. dissimilis у индиків і A. columbae у голубів. Менш відомі види, такі як A. hermaphrodita, A. sergiomeirai, A. ornata, A. nicobarensis і A. platyceri, зустрічаються у папуг. Серед них A. galli є найважливішим і найбільш патогенним видом, відповідальним за аскаридоз домашньої птиці.
Солі піперазину, левамізол і бензімідазоли — це всі описані способи лікування. Яйця аскарид стійкі до висихання, тривалий час зберігаються у навколишньому середовищі і залишаються безпосередньо заразними. Тому контроль за інфекцією передбачає запобігання забрудненню годівниць і поїлок фекаліями (шляхом підняття їх над землею), чергування пасовищ і регулярне дозування вищезгаданих засобів, особливо для молодих птахів.
Це міцні білі нематоди. Довжина самців 50–75 мм, самиць 70–120 мм. Це робить їх найдовшими аскаридоподібними серед домашньої птиці. Яйця виділяються з калом. Вони мають розмір 80 × 50 мкм, не ембріональні, еліптичні, товстостінні, мають дрібно гранульований коричневий вміст і безбарвну оболонку. При оптимальній температурі навколишнього середовища вони заразні через 3 тижні, у вологому середовищі залишаються заразними протягом декількох місяців.
Рід налічує близько 40 видів.